# 栗田麻理
栗田 麻理（くりた まり、1998年12月2日 - ）は、静岡朝日テレビ（SATV）のアナウンサー。

## 来歴
静岡県島田市出身。
幼少期からアイドル好きで中学1年生の時に乃木坂46の1期生オーディションに応募。
再度、3期生オーディションに応募し、最後の20人まで残ったが落選。
2016年に「女子高生ミスコン2016-2017」にて中部地方準グランプリとなる。その後、全国ファイナリストとして活動。
2017年6月17日にアイドルグループPimm'sに加入。ホワイト担当として活動。
2020年5月24日に就職活動に専念したいという理由でPimm'sを卒業。
2020年にテレビ朝日の学生キャスターのオーディションに合格。BS朝日の番組やABEMA NEWSの番組を担当。
2022年、静岡朝日テレビに入社。

## 出演番組
現在
- とびっきり!しずおか - リポーター
- SATVニュース

過去
- ZIP!（日本テレビ）
- バズリズム02（日本テレビ）
- 関内デビル（テレビ神奈川）
- ミッドナイトスペシャル〜金シャチ劇場〜（東海ラジオ）

## 担当番組
過去
- NewsAccess（BS朝日）
- ABEMA NEWS
- TGCteen2021summer - MC
- 六本木アイドルフェスティバル - MC
- TGCteen2021winter - MC